# Simone Gutierrez
Simone Aparecida Gutierrez Dias (Ribeirão Preto, 13 de Agosto de 1976), é uma atriz, bailarina, coreógrafa e cantora brasileira.

## Carreira
Natural de Ribeirão Preto, interior de São Paulo, Simone além de atriz, é bailarina, cantora e coreógrafa. Começou no balé aos 3 anos de idade no Studio de Dança Luciana Junqueira, onde se formou em balé clássico, jazz e sapateado aos 22 anos. Especializou-se no Institute Open Jar Productions e no Broadway Dance Center, em Nova York. Em 2001, se mudou para a cidade de São Paulo, onde trabalhou na Cia de Dança Bio Ritmo e ministrou aulas de dança na Escola de Atores Wolf Maya. Nesse mesmo ano integrou no elenco da primeira montagem brasileira do musical Les Miserables. Em seguida fez diversos musicais, como A Bela e a Fera (2002), Ah... se eu fosse Bob Fosse (2004), Comunitá (2005), entre outros. Em 2008 fez parte da banda Eletromovie, que revivia grandes clássicos do cinema, na função de vocalista, junto com Edu Berton, Alex Reis, Gian Gerbelli, Leandro Maciel e Jô Borges. Ganhou notoriedade ao interpretar, em 2009, a protagonista Tracy, do musical Hairspray, adaptado e dirigido por Miguel Falabella.
Devido ao seu sucesso nos palcos, Simone ingressou na televisão, numa participação especial em Malhação, como Maria João Gentil, mãe de Domingas e Felipa. No mesmo ano é chamada para fazer parte do humorístico Zorra Total. Em 2010, a atriz vive Lurdinha, uma secretária que quase nunca fala, na novela Passione de Sílvio de Abreu, ganhando grande repercussão com seu personagem. Em 2012, viveu Ariela Sarmento, uma das antagonistas da novela da sete, Cheias de Charme, juntamente com as atrizes Alexandra Richter e Giselle Batista. No ano seguinte, em Joia Rara, deu vida a vedete do Cabaré Pacheco Leão, Serena Fox. Em 2014, participa da novela Alto Astral, interpretando Morgana, a voz de uma mulher já falecida que incomodava constantemente a vida de Samantha (Cláudia Raia).
Junto com as as atrizes Fabiana Karla, Cacau Protásio e Mariana Xavier, criaram, em 2014, o movimento Gordelícia, um protesto contra a ditadura da magreza, projeto esse que deu origem ao livro "Gordelícias: crônicas de quatro mulheres felizes com seu próprio corpo" e o filme "Gostosas, Lindas e Sexies".

## Teatro
| Ano     | Título                                         | Papel ou Nota         |
| ------- | ---------------------------------------------- | --------------------- |
| 2001    | Les Miserábles                                 | Madame Thénardier     |
| 2002    | A Bela e a Fera                                | Vários personagens    |
| 2004    | Ah... se eu fosse Bob Fosse                    | Vários personagens    |
| 2005    | Segundas Intenções                             | Vários personagens    |
| 2005    | Musical dos Musicais                           | Vários personagens    |
| 2005    | Comunitá                                       | Antônia               |
| 2005    | 100 Anos de Magia Disney                       | Vários personagens    |
| 2006    | Um Sonho é um Desejo                           | Vários personagens    |
| 2006    | Tarzan                                         | Vários personagens    |
| 2008    | Banda Eletromovie                              | Vocalista             |
| 2008    | H2O                                            | Kika, a lagosta       |
| 2009-10 | Hairspray                                      | Tracy Turnblad        |
| 2011-14 | AíPod                                          | Rita Londres          |
| 2011    | New York, New York                             | Senhorita Perkins     |
| 2012    | Priscilla, Rainha do Deserto                   | Diva                  |
| 2013    | Tropicália é Preciso! de Fabiano Medeiros      | Ela mesma             |
| 2015    | Oscaricato Show                                | Ela mesma             |
| 2015    | Antes Tarde do que Nunca, o Musical            | Billie Bendix         |
| 2015–16 | Uma Luz Cor de Luar                            | índia Xamã            |
| 2016    | Um Mais Um: A Broadway Como Você Nunca Viu!    | Várias personagens    |
| 2016    | Elas Cantam Ella                               | Ela mesma             |
| 2016    | Tudo é Jazz                                    | Diva                  |
| 2017    | Lisa, Liza e Eu                                | Lisa                  |
| 2017    | Musicais Open Music                            | Participação especial |
| 2017    | Fred Mercury Revisited                         | Participação especial |
| 2017    | O Palácio Encantado no Palácio Avenida         | Professora de música  |
| 2018    | Menopausa, o musical                           | Atriz                 |
| 2018    | Pedindo Bis                                    | Ela mesma             |
| 2018    | O Rei Leão (Studio de Dança Luciana Junqueira) | Rafiki                |
| 2019    | Aladdin (Studio de Dança Luciana Junqueira)    | Ela mesma             |

## Filmografia

### Televisão
| Ano       | Título            | Personagem               | Notas                          |
| --------- | ----------------- | ------------------------ | ------------------------------ |
| 2009      | Malhação          | Maria João Gentil        | Episódios: "22–25 de setembro" |
| 2009      | Zorra Total       | Amélia Santini           |                                |
| 2010      | Passione          | Lurdinha                 |                                |
| 2011      | Na Fama e Na Lama | Tacyane                  |                                |
| 2011      | TV Xuxa           | Jurada                   | Quadro: "Concurso de Corais"   |
| 2012      | Cheias de Charme  | Ariela Sarmento Jordão   |                                |
| 2013      | Joia Rara         | Serena Fox               |                                |
| 2014      | Alto Astral       | Morgana (A Voz)          |                                |
| 2016–2020 | Xilindró          | Regininha                |                                |
| 2016      | O Outro Escritor  | Ela mesma                | Conto: O Ponto                 |
| 2017      | Humoristinhas     | Jurada                   |                                |
| 2017–18   | Treme Treme       | Fifiane/Doutora Suslaine | Temporadas 2–3                 |
| 2019      | Órfãos da Terra   | Aline Nasser             |                                |

### Cinema
| Ano  | Título                | Personagem |
| ---- | --------------------- | ---------- |
| 2016 | Apaixonados - O Filme | Guida      |

## Prêmios e Indicações
| Ano  | Prêmio                           | Categoria                    | Trabalho                        | Resultado | Ref    |
| ---- | -------------------------------- | ---------------------------- | ------------------------------- | --------- | ------ |
| 2009 | Prêmio Qualidade Brasil          | Melhor Atriz Teatral Musical | Hairspray                       | Indicado  | [ 11 ] |
| 2010 | Troféu APCA                      | Melhor Atriz                 | Hairspray                       | Indicado  | [ 12 ] |
| 2011 | Prêmio Mulher em Destaque Opaque | Artes                        | Hairspray                       | Indicado  | [ 13 ] |
| 2015 | Troféu APCA                      | Melhor Atriz                 | Antes Tarde do Que Nunca        | Indicado  | [ 14 ] |
| 2015 | Prêmio Arte Qualidade Brasil     | Melhor Atriz Musical         | Antes Tarde do Que Nunca        | Venceu    | [ 15 ] |
| 2015 | Troféu Poltronas da Fama Cetip   | Homenagem                    | Antes Tarde do Que Nunca        | Venceu    | [ 16 ] |
| 2016 | Prêmio Musical Cast              | Melhor Atriz                 | Tudo é Jazz                     | Indicado  | [ 17 ] |
| 2016 | Prêmio Musical Cast              | Melhor Solo                  | "Maybe This Time" (Tudo É Jazz) | Indicado  | [ 17 ] |